# Musique d’ameublement

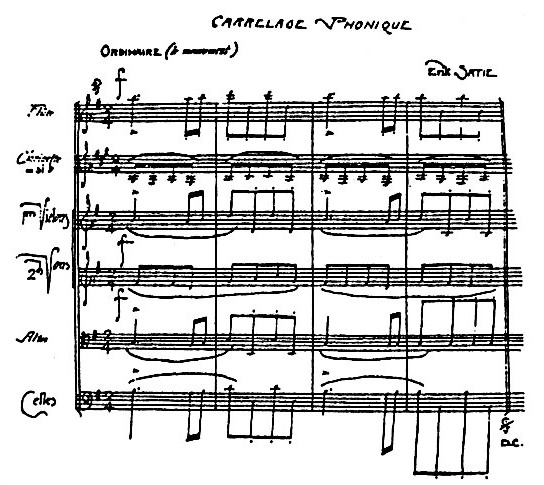
„Akustische Fliesen“: Notenseite des zweiten Stücks von 1917

Musique d’ameublement (frz., ungefähr: „Möbelmusik, Einrichtungsmusik“) ist der Titel oder die Gattungsbezeichnung von fünf Musikstücken für Salonorchester in unterschiedlicher Besetzung des Komponisten Erik Satie aus den Jahren 1917, 1920 und 1923. Es handelt sich um sehr kurze Stücke, die beständig wiederholt werden sollen. Die Musique d’ameublement hatte als provokatives musikalisches Konzept und als erklärte Gebrauchsmusik große Wirkung in der Entstehungszeit der Minimal Music seit den 1960er Jahren, namentlich durch die Vermittlung von John Cage.

## Fünf Stücke
Die ersten beiden Stücke Carrelage phonique (Akustische Fliesen) und Tapisserie en fer forgé (Tapete aus Schmiedeeisen) von 1917 wurden zu Saties Lebzeiten wahrscheinlich nicht aufgeführt.
Die zweite Folge Sons industriels (Industrielle Klänge) von 1920 wurde als Entracte-Musik in den beiden Pausen einer Theateraufführung von Max Jacob in der Galerie Barbazanges Paris gespielt, während das Publikum Gelegenheit hatte, eine Ausstellung von Kinderzeichnungen zu betrachten. Die beiden Sätze tragen die Überschriften Chez un bistrot, Un salon.
Das fünfte Stück wurde 1923 als Auftragswerk für den amerikanischen Finanzier Eugene Meyer verfasst und trägt den Titel Tenture de cabinet préfectoral (ungefähr: Wandbehang für ein Chefbüro).
Publikationen der Musiknoten und Tonaufnahmen kamen erst in den 1970er-Jahren zustande.

## Absichten
Satie versuchte, industriell hergestellte Dekorationselemente musikalisch nachzubilden, wie sie sich auf Tapetenmustern oder textiler Bandware finden. Die industriell gefertigten Tapeten raubten den bildenden Künstlern gegen 1900 eine wichtige Erwerbsquelle (siehe Geschichte der Tapete).  
In einem Schreiben an Jean Cocteau von 1920 erklärte Satie: „Die Musique d’ameublement erzeugt Vibrationen, ohne einen andern Zweck zu haben. Sie erfüllt dieselbe Rolle wie das Licht, die Wärme und der Komfort in allen Varianten.“
Heute kann das Audiodesign vergleichbare Ziele haben.